# 陳雲鵬
陳雲鵬（1409年—？），字翼之，浙江紹興府餘姚縣人，民籍。明朝政治人物。進士出身。

## 生平
浙江鄉試第四十五名。正統十年（1445年）乙丑科會試第十五名，殿試登進士第二甲第四十六名。官至广西布政使。

## 家族
曾祖陳維一。祖父陳肅初。父亲陳濃。